# Melissotarsus emeryi
Melissotarsus emeryi är en myrart som beskrevs av Auguste-Henri Forel 1907. Melissotarsus emeryi ingår i släktet Melissotarsus och familjen myror. Inga underarter finns listade i Catalogue of Life.

## Bildgalleri

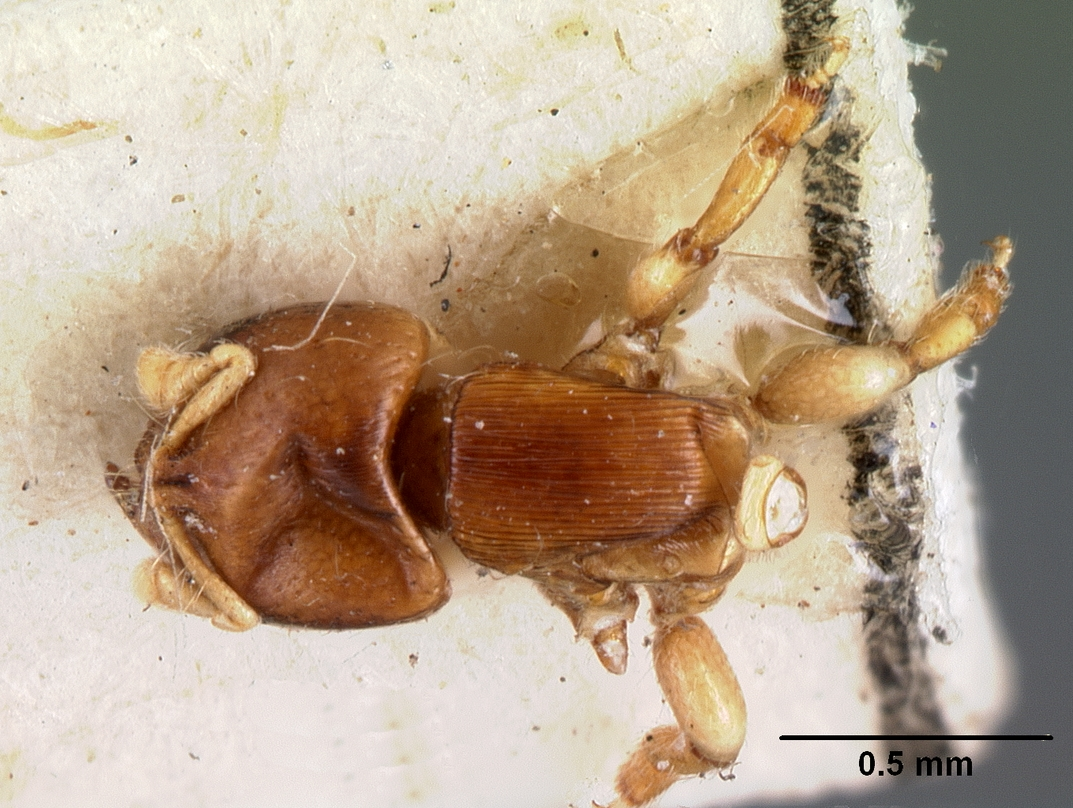
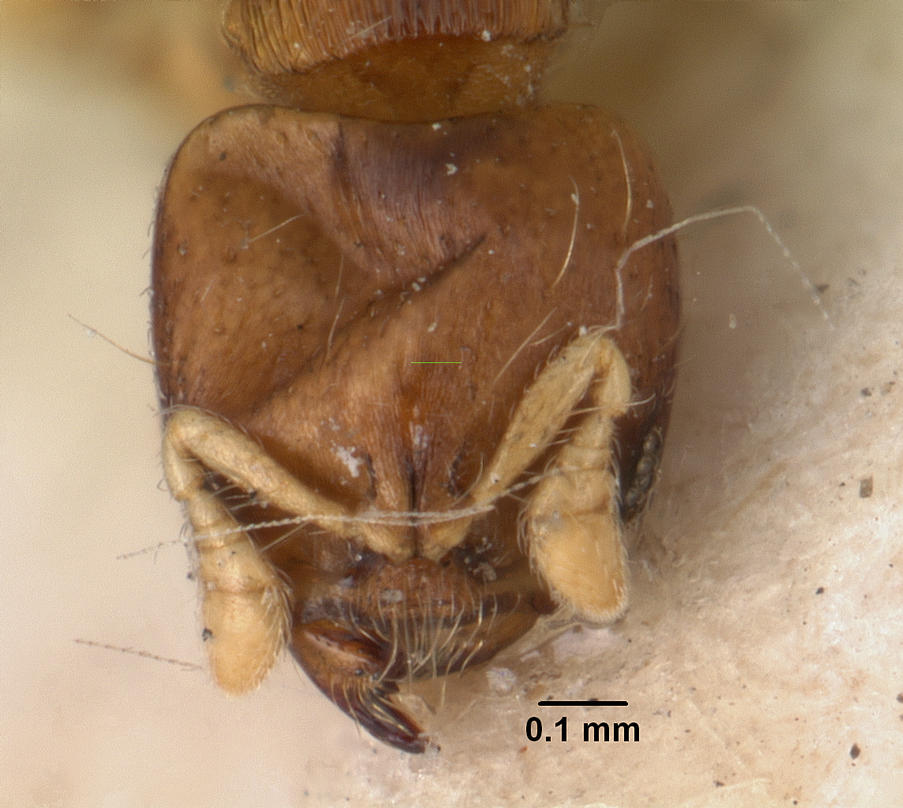
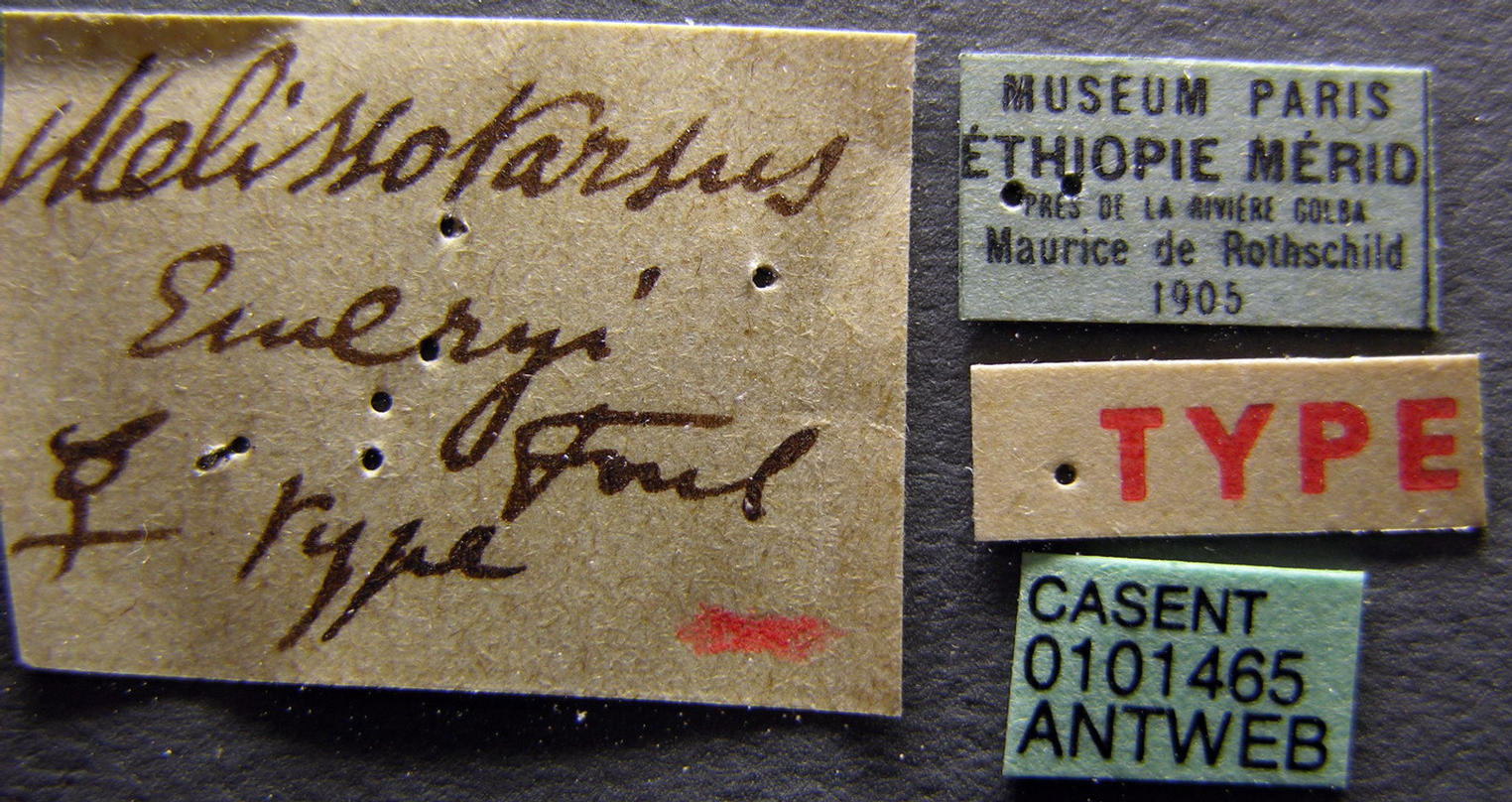
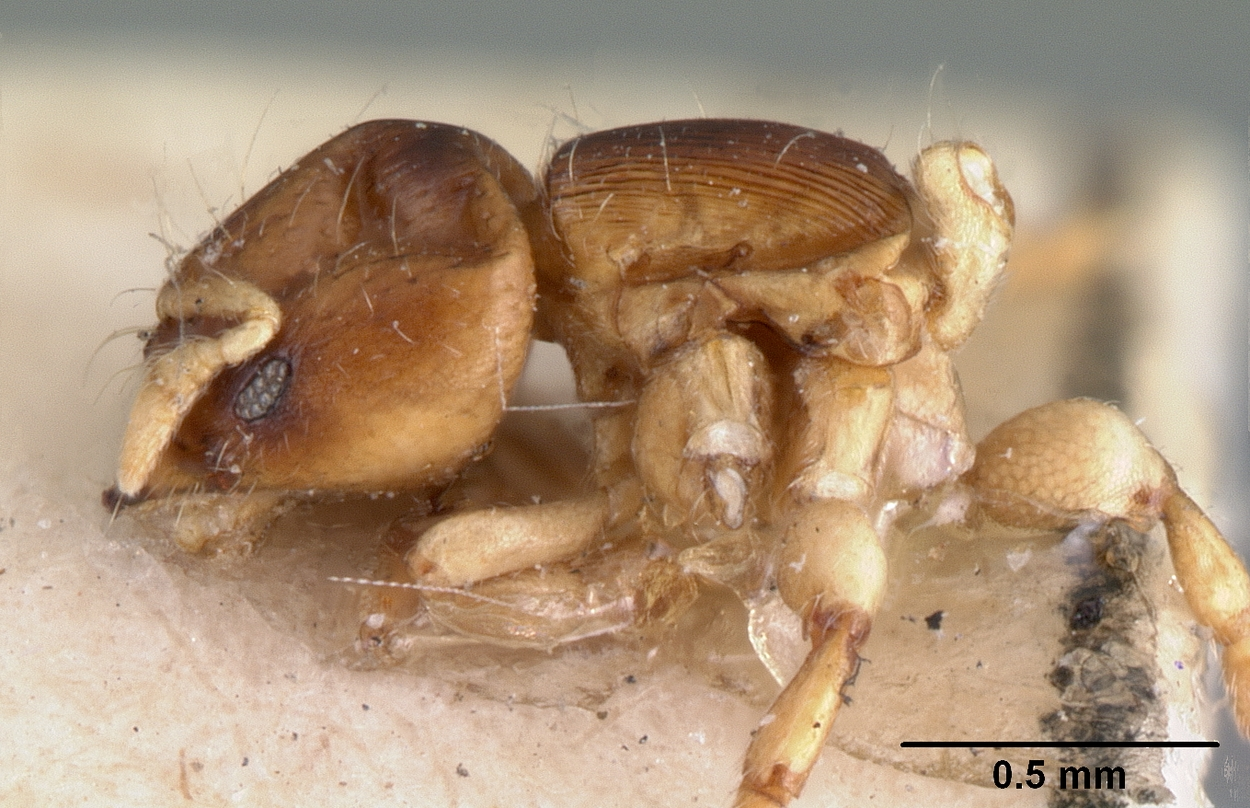